# Monotipo (tassonomia)
Nelle scienze della vita, il monotipo è un gruppo tassonomico rappresentato da un solo tipo; ad esempio una famiglia con un solo genere oppure un genere con una sola specie.